# Prosthechea abbreviata
Prosthechea abbreviata es una orquídea epífita originaria de América.

## Descripción
Es una orquídea de pequeño tamaño con hábitos de epifita con pseudobulbos fusiformes ligeramente comprimidos que llevan 2 honjas liguladas, oblicuamente emarginadas,  coriáceas.  Florece en el final de la primavera y el verano en una inflorescencia apical de 1,5 cm  de largo,  con flores no retorcidas cerca del vértice de un pseudobulbo maduro.
Esta especie es similar a Anacheilium calamriam pero se diferencia en que es más grande en la planta y el tamaño de la flor.

## Distribución y hábitat
Se encuentra en México, Belice, Guatemala, El Salvador, Honduras, Nicaragua, Costa Rica, Panamá, Colombia, Ecuador y Perú a  una altitud de 100 a 1400 metros de altitud en los bosques siempreverdes tropicales húmedos. 

## Taxonomía
Prosthechea abbreviata fue descrito por (Schltr.) W.E.Higgins y publicado en Phytologia  82(5): 376. 1997[1998].
Etimología
Prosthechea: nombre genérico que deriva de las palabras griegas: prostheke (apéndice), en referencia al apéndice en la parte posterior de la columna.
abbreviata: epíteto latíno que significa "acortada"
Sinonimia
- Anacheilium abbreviatum (Schltr.) Withner & P.A.Harding
- Encyclia abbreviata (Schltr.) Dressler
- Epidendrum abbreviatum Schltr.
- Epidendrum prorepens Ames[4][5]